# Gnidia humilis
Gnidia humilis är en tibastväxtart som beskrevs av Carl Daniel Friedrich Meisner. Gnidia humilis ingår i släktet Gnidia och familjen tibastväxter. Inga underarter finns listade i Catalogue of Life.